# 杜賓卡 (杜納伊夫齊區)
48°47′16″N 26°52′20″E / 48.78778°N 26.87222°E
杜賓卡（烏克蘭語：Дубинка）是位於烏克蘭西部赫梅利尼茨基州裏卡緬涅茨-波多利斯基區的杜納伊夫齊市鎮的村莊，面積0.52平方公里，海拔高度291米，2001年人口155，人口密度每平方公里297.5人。